# Juan Martínez Guijarro
Juan Martínez Guijarro o Silíceo (Villagarcía de la Torre, Badajoz, 1477 - Toledo, 31 de mayo de 1557) fue un cardenal, matemático y lógico español, arzobispo de Toledo.

## Biografía
De familia humilde, se ignora dónde transcurrió su infancia y juventud, aunque se cree que estudió en Llerena; a los dieciséis años marchó a Valencia y luego, cuando tenía veintiún años, a París, donde residió algunos años como alumno de latín con Luis Romano, de dialéctica con Roberto Caubraith y de lógica con Juan Dullart, no pudiéndose precisar si estudió matemática y con quién lo hizo, o bien si fue autodidacta. Llegó a ser profesor de su universidad y regresó a España cuando la Universidad de Salamanca le convalidó su título de bachiller en Artes y le ofreció la Cátedra de Lógica nominalista; allí fue ordenado sacerdote. Posteriormente desempeñó la cátedra de Filosofía Natural en 1522, que no abandonó pese a haber sido nombrado en 1529 Canónigo Magistral en Coria. En 1534 Carlos I lo nombró preceptor del príncipe Felipe, que entonces contaba seis años. Fue transigente con la disciplina en los estudios, pero muy estricto en materia religiosa. Más tarde fue designado obispo de Cartagena (1541) y promovido al arzobispado de Toledo (1545). En 1555 el papa Paulo IV le concede el cardenalato, siendo el primer arzobispo que recibe el Capelo en la Catedral de Santa María de Toledo. La obra de Gómez Pereira publicada en 1554, Antoniana Margarita, está dedicada a él.
Fallece siendo cardenal de la Archidiócesis de Toledo el 31 de mayo de 1557. Está enterrado en su Real Colegio de Doncellas Nobles en Toledo que había sido fundado en 1551, en una sepultura obra de Ricardo Bellver.

## Obra
Entre sus obras destacan el Libro de Aritmética práctica (París, 1513), la Lógica brevis (Salamanca, 1524), un comentario a Aristóteles y, como obra más famosa, el Ars Arithmetica in Theoricem et Praxim scissa: omni hominum conditioni superque utilis et necessaria (París, Thomas Kees Wesaliensi, septiembre de 1514, reimpresa en esa misma ciudad en 1518, 1519 y 1526 y luego en Valencia en 1544), considerada como uno de los más importantes libros españoles de matemáticas del siglo XVI. La edición parisina de 1526, con el título de 
Arithmetica Ioannis Martini Silicei, theoricen praximque luculentur complexa, innumeris mendarum oficiis a Thoma Rhaeto hand ita pridem accuratissime vindicata, quod te collatio hujus aditionis cum priore palam docturam est (París, por Simonem Colinaeum, 1526) presenta novedades respecto a la princeps: después de la dedicatoria a Alonso Manrique, Silíceo introduce un prólogo histórico sobre las diversas partes de la Matemática y además el libro I lo divide sólo en cuatro tratados.
La edición original se divide en dos partes o libros de contenido muy distinto y cada uno de ellos dedicado a fray Alonso Manrique, obispo de Badajoz e inquisidor general. La primera parte se dedica a la aritmética teórica en la línea de la tradición clásica grecolatina continuadora de Nicómaco de Gerasa y Boecio. La segunda parte incorpora los contenidos de las aritméticas árabes que ya se habían difundido por la Europa latina desde la baja Edad Media. Es, por lo tanto, una obra que funde las dos tradiciones de la aritmética, la aritmética especulativa y la aritmética mercantil.
El libro primero comienza con una dedicatoria al Obispo de Badajoz y un prefacio que contiene un diálogo entre la Aritmética, Silíceo y la Fama, compuesto por un discípulo de Silíceo. Este diálogo, que carece de interés literario, pretende ensalzar la figura del autor que, supuestamente, conseguirá fama con esta obra. Tras la introducción, el libro primero se divide en cinco tratados en los cuales aborda el concepto de número, las proporciones que se pueden establecer entre los números, la representación gráfica de los números planos y sólidos, los distintos tipos de media: media aritmética, media geométrica y media armónica, y las propiedades de los números. Cada tratado lleva una pequeña introducción filosófica moral, apoyada en muchas ocasiones en frases de autores clásicos célebres. Una de ellas es: “La verdad, dice Eurípides, es sencilla de decir”. Para relacionar esta introducción con el contenido del tratado argumenta que va a exponer las diversas cuestiones con palabras sencillas.
El segundo libro está dividido también en cinco tratados: El primero trata del sistema de numeración decimal y explica la forma de efectuar las operaciones elementales: suma, resta, producto, división, extracción de raíz cuadrada y cúbica. Incluye, como era habitual en todas las aritméticas, las pruebas para comprobar que las operaciones estaban bien hechas. El segundo describe las mismas operaciones empleando el ábaco, bolas contables en vez de cifras. Considera que este procedimiento es más sencillo para los taberneros y otros mercaderes sin cultura, mientras que el procedimiento anterior era propio de los bachilleres en artes. El tercero trata de las fracciones físicas o astronómicas, que son aquellas que emplean los físicos y los astrónomos. Se refiere a la división de la esfera celeste en doce signos, cada uno de 30 grados; cada grado lo divide en 60 minutos; cada minuto en 60 segundos; y así sucesivamente en fracciones sexagesimales. El cuarto está dedicado a las fracciones vulgares o quebrados. El último tratado está dedicado a la regla de tres. La mayor parte de las cuestiones que se incluyen están tomadas de otros textos anteriores. Cada cuestión va acompañada de su solución. Se observa la ausencia total de la notación algebraica, que se debe al bajo nivel que poseían los estudios de matemáticas en París en aquellos momentos. Nuestra matemática, opinaba Julio Rey Pastor, podría haber evolucionado de forma diferente si estos españoles hubiesen estudiado en Italia, en lugar de en París. El Ars Aritmética ha sido traducido del latín al castellano por dos profesores de la Universidad de Extremadura, José Cobos Bueno y Eustaquio Sánchez Saler. 
Como filósofo y pensador se le considera nominalista de la escuela de Guillermo de Ockham.

## Estatuto de limpieza de sangre: la «Carta de los judíos de Constantinopla»
Declarado antijudío, en un conflicto entre cristianos viejos y conversos, Silíceo, arzobispo de Toledo, acusó a los conversos de estar confabulando con los judíos de Constantinopla -para probar esta supuesta conspiración judía no dudó en utilizar la Carta de los judíos de Constantinopla de 1492 dirigida a los judíos de Zaragoza-, y mostró su preferencia por admitir en la catedral a cristianos viejos en lugar de descendientes de conversos para evitar que la Inquisición actuase contra la Catedral de Toledo. Tras obtener el apoyo de Pablo III, Pablo IV, el ministro Granvela y Felipe II consiguió que su criterio prevaleciese, por lo que se necesitaba hacer un completo estudio genealógico que demostrase que no descendía de judíos, gitanos o musulmanes por parte de cualquiera que fuese a acceder a un alto cargo; estos estudios fueron denominados estatuto de limpieza de sangre, y se extendieron por toda España, siendo necesarios no sólo para alcanzar cargos en la Iglesia, sino también en el ámbito militar y en la administración, con la excepción de la Universidad de Salamanca.